# Union des organisations islamiques en Europe
L'Union des organisations islamiques en Europe ou Fédération des organisations islamiques en Europe (FOIE) ou encore Conseil des Musulmans d'Europe (CEM), dont le représentant est Ahmed al-Rawi, « l'ambassadeur officiel des Frères musulmans en Europe », est une organisation islamique implantée en Europe,.
Les Frères musulmans ont créé l'UOIE et plusieurs de ses filiales nationales, dont l’Union des organisations islamiques de France (désormais Musulmans de France), qui font l'objet de plusieurs controverses,,. 

## Idéologie
L'UOIE serait proche de la Ligue islamique mondiale et inspirée par la doctrine des Frères musulmans,,.
Financée par des dons, son but serait d'encadrer et d'instruire les musulmans européens.

## Controverses
Selon L'Express, l'UOIE est la maison mère de l'Union des organisations islamiques de France (UOIF) et « puise ses références dans la doctrine des Frères musulmans », ajoutant qu'elle aurait des « liaisons dangereuses ». Les services de renseignement allemands ont décrit l'UOIE comme étant la principale organisation des Frères musulmans en Europe.
Toujours pour L'Express, la filiale française de l'UOIE « est porteuse d'une radicalité politique, l'intégrisme, et elle est en cela une organisation dangereuse, d'autant plus dangereuse qu'elle prétend incarner un islam majoritaire en France et en Europe. »
Cette même filiale de l'UOIE aurait soutenu et financé le Comité de bienfaisance et de secours aux Palestiniens (CBSP), qui a financé le groupe terroriste Hamas, proche des Frères musulmans.
L'UOIE a également fondé le Conseil européen de la recherche et de la fatwa, dont le président est Youssef al-Qaradâwî, le guide spirituel des Frères musulmans,,,. 

### Terrorisme
Elle est considérée depuis 2014 comme une organisation terroriste par les Émirats arabes unis.

## Fatwa
L'UOIE s'appuie sur le Conseil européen de la recherche et de la fatwa, dont la fonction est d'étudier et « d'émettre des fatwas collectives qui répondent aux musulmans d'Europe et résolvent leurs problèmes. » Ces fatwas nient « le droit des femmes, rejet[ent] l'avortement, justifi[ent] les attentats kamikazes. »

## En Europe
La FEMYSO (Forum Of European Muslim Youth And Student Organisations), organisation de jeunesse active au sein des institutions européennes, ainsi que notamment, en France, dans la promotion du port du hijab, est considérée comme une émanation de  l'UOIE.

## En France
L'UOIE est l'initiateur direct du développement en France de l'Union des organisations islamiques de France (UOIF), dont la plupart de ses cadres sont membres, et de ses nombreuses associations satellites, ainsi que de l'ouverture en 1990, de l'Institut européen des sciences humaines sis à Château-Chinon, spécialisé dans la formation d'imams et dans l'enseignement de la langue arabe. Cet institut aurait formé entre 1990 et 2004 plus de trois cents imams.